# Женерал-Карнейру (Мату-Гросу)
Женерал-Карнейру (порт. General Carneiro)  —  муниципалитет в Бразилии, входит в штат Мату-Гросу. Составная часть мезорегиона Юго-восток штата Мату-Гроссу. Входит в экономико-статистический  микрорегион Тезору. Население составляет 4380 человек на 2006 год. Занимает площадь 3 721,078км². Плотность населения - 1,2 чел./км².

## Статистика
- Валовой внутренний продукт на 2003 составляет 51.289.118,00 реалов (данные: Бразильский институт географии и статистики).
- Валовой внутренний продукт на душу населения на 2003 составляет 11.747,39 реалов (данные: Бразильский институт географии и статистики).
- Индекс развития человеческого потенциала на 2000 составляет 0,695 (данные: Программа развития ООН).